# Lee Mi-gyu
Dans ce nom coréen, le nom de famille, Lee, précède le nom personnel Mi-gyu.
Pour les articles homonymes, voir Lee.
Lee Mi-gyu (en hangeul : 이미규 ; RR : I Migyu), née le 4 novembre 1988 à Séoul, est une pongiste handisport sud-coréenne concourant en classe 3 pour les athlètes en fauteuil roulant. Elle détient une médaille de bronze mondiale (2014) ainsi qu'une médaille d'argent (2020) et deux médailles de bronze paralympiques (2016, 2020).

## Biographie
Lee se retrouve en fauteuil à l'âge de trois ans après un accident de voiture.

## Palmarès
- médaille d'argent par équipes classe 1-3 aux Jeux paralympiques d'été de 2020 à Tokyo
- médaille de bronze par équipes classe 1-3 aux Jeux paralympiques d'été de 2016 à Rio de Janeiro
- médaille de bronze en individuel classe 3 aux Jeux paralympiques d'été de 2020 à Tokyo

### Championnats du monde
- médaille de bronze par équipes classe 1-3 aux Mondiaux 2014 à Pékin

### Jeux para-asiatiques
- médaille d'or en individuel classe 3 aux Jeux para-asiatiques de 2014 à Incheon
- médaille d'argent par équipes classe 1-3 aux Jeux para-asiatiques de 2014 à Incheon
- médaille de bronze en individuel classe 1-3 aux Jeux para-asiatiques de 2018 à Jakarta
- médaille de bronze par équipes classe 2-5 aux Jeux para-asiatiques de 2018 à Jakarta